# 莳萝蒿
莳萝蒿（学名：Artemisia anethoides）为菊科蒿属的植物。分布于蒙古、俄罗斯以及中国大陆的陕西、吉林、山西、黑龙江、辽宁、河南、青海、甘肃、宁夏、新疆、四川、山东、河北、内蒙古等地，生长于海拔3,300米的地区，多生长在干山坡、盐碱地附近尤多、荒地、路旁等、河湖边沙地、草原或半荒漠草原与森林草原附近也有，目前尚未由人工引种栽培。

## 别名
肇东蒿（植物研究），小碱蒿（河北），伪茵陈（山西），“博知莫格”、“霍宁-沙里尔日”（蒙语名）

## 异名
- Artemisia zhaodongensis G. Y. Chang